# تويوتا كارينا
تويوتا كارينا هي سيارة مدمجة من صناعة شركة تويوتا للسيارات، أنتجت في عام 1970.